# Чемпионат Европы по шорт-треку 2003
7-й Чемпионат Европы по шорт-треку проходил с 17 по 19 января 2003 года в Санкт-Петербурге, Россия.

## Призёры чемпионата

### Медальная таблица
*   Принимающая страна (Россия)
| Место          | Страна         | Золото | Серебро | Бронза | Всего |
| -------------- | -------------- | ------ | ------- | ------ | ----- |
| 1              | Италия         | 6      | 4       | 4      | 14    |
| 2              | Болгария       | 4      | 0       | 0      | 4     |
| 3              | Россия*        | 0      | 2       | 3      | 5     |
| 4              | Франция        | 0      | 2       | 2      | 4     |
| 5              | Бельгия        | 0      | 1       | 0      | 1     |
| 5              | Великобритания | 0      | 1       | 0      | 1     |
| 7              | Нидерланды     | 0      | 0       | 1      | 1     |
| Всего стран: 7 | Всего стран: 7 | 10     | 10      | 10     | 30    |

Медали за дистанцию 3000 метров не вручаются.

### Мужчины
| Дистанция            | Золото                                                                                        | Золото     | Серебро                                                          | Серебро   | Бронза                                                                   | Бронза    |
| -------------------- | --------------------------------------------------------------------------------------------- | ---------- | ---------------------------------------------------------------- | --------- | ------------------------------------------------------------------------ | --------- |
| 500 метров           | Фабио Карта                                                                                   | 42.699     | Питер Гизель                                                     | 43.240    | Микеле Антониоли                                                         | 43.286    |
| 1000 метров          | Микеле Антониоли                                                                              | 1:30.928   | Никола Франческина                                               | 1:30.937  | Фабио Карта                                                              | 1:31.035  |
| 1500 метров          | Фабио Карта                                                                                   | 2:23.950   | Микеле Антониоли                                                 | 2:23.999  | Никола Франческина                                                       | 2:24.055  |
| 3000 метров          | Фабио Карта                                                                                   | 5:09.330   | Питер Гизель                                                     | 5:15.708  | Никола Франческина                                                       | 5:16.114  |
| 5000 метров эстафета | Италия · Фабио Карта · Никола Франческина · Микеле Антониоли · Никола Родигари · Микеле Понти | 7:00.303   | Великобритания · Том Иверсон · Джон Или · Леон Флак · Пол Стенли | 7:10.708  | Франция · Жан-Шарль Маттеи · Гийом Матье · Жюльен Парелль · Тибо Фоконне | 7:13.842  |
| Общая квалификация   | Фабио Карта                                                                                   | 115 очков. | Микеле Антониоли                                                 | 69 очков. | Никола Франческина                                                       | 47 очков. |

### Женщины
| Дистанция            | Золото                                                                              | Золото     | Серебро                                                                            | Серебро   | Бронза                                                                        | Бронза    |
| -------------------- | ----------------------------------------------------------------------------------- | ---------- | ---------------------------------------------------------------------------------- | --------- | ----------------------------------------------------------------------------- | --------- |
| 500 метров           | Евгения Раданова                                                                    | 45.086     | Татьяна Бородулина                                                                 | 45.154    | Стефани Бувье                                                                 | 49.435    |
| 1000 метров          | Евгения Раданова                                                                    | 1:43.993   | Марта Капурсо                                                                      | 1:44.483  | Нина Евтеева                                                                  | 1:44.495  |
| 1500 метров          | Евгения Раданова                                                                    | 2:34.835   | Стефани Бувье                                                                      | 2:35.488  | Нина Евтеева                                                                  | 2:35.594  |
| 3000 метров          | Евгения Раданова                                                                    | 5:51.694   | Стефани Бувье                                                                      | 5:52.535  | Ивонн Кунце                                                                   | 5:54.002  |
| 3000 метров эстафета | Италия · Катя Боррелло · Марта Капурсо · Эвелина Родигари · Мара Дзини · Катя Дзини | 4:22.180   | Россия · Марина Третьякова · Татьяна Бородулина · Нина Евтеева · Наталья Дмитриева | 4:32.262  | Нидерланды · Анук Вигерс · Мариэль Лутсма · Мелани де Ланге · Маурен де Ланге | 4:37.737  |
| Общая квалификация   | Евгения Раданова                                                                    | 136 очков. | Стефани Бувье                                                                      | 55 очков. | Нина Евтеева                                                                  | 34 очков. |

## Внешние ссылки
- Детальные результаты
- Обзор результатов